# 알렉산드라 우르술랴크
알렉산드라 우르술랴크(러시아어: Александра Урсуляк, 1983년 2월 4일 ~ )는 러시아의 배우이다.